# Lazu (okręg Vaslui)
Lazu – wieś w Rumunii, w okręgu Vaslui, w gminie Gherghești. W 2011 roku liczyła 75 mieszkańców.